# Оросіївська сільська рада
| Оросіївська сільська рада — колишній орган місцевого самоврядування у Берегівському районі Закарпатської області з адміністративним центром у с. Оросієво. Сільській раді підпорядковані населені пункти: - с. Оросієво |

## Склад ради
Рада складається з 12 депутатів та голови.

## Керівний склад сільської ради
| ПІБ                     | Основні відомості                                                               | Дата обрання | Дата звільнення |
| ----------------------- | ------------------------------------------------------------------------------- | ------------ | --------------- |
| Кноблох Федір Федорович | Сільський голова, 1952 року народження, освіта, безпартійний                    | 26.03.2006   | 31.10.2010      |
| Югас Ласло Яношович     | Сільський голова, 1965 року народження, освіта середня спеціальна, безпартійний | 31.10.2010   | 11.12.2011      |
| Сабов Гейза Андрійович  | Сільський голова, 1957 року народження, освіта вища, член Партії регіонів       | 11.12.2011   |                 |

Примітка: таблиця складена за даними джерела